# NGC 6224
NGC 6224 este o galaxie situată în constelația Hercule. A fost descoperită în 15 iunie 1887 de către Lewis A. Swift.